# Marl Young
Marl Young (Bluefield (Virginia), 29 januari 1917 – Los Angeles, 29 april 2009) was een Amerikaanse jazzmuzikant en arrangeur van de westcoast-jazz.

## Biografie
Marl Young was een Amerikaanse muzikant en arrangeur die hielp bij de fusie van de all-black en all-white muzikantenbonden in Los Angeles tijdens de vroege jaren 1950. Hij werd later de eerste zwarte muziekregisseur van de grote tv-serie Here's Lucy met Lucille Ball.

## Overlijden
Marl Young overleed in april 2009 op 92-jarige leeftijd.